# Алфонс Лавале
Алфонс Лавале (на френски: Alphonse-lavallée) е червен десертен сорт грозде с произход от Франция. Сортът е получен около 1860 г. в Орлеан (Франция) от свободно опрашване, вероятно от сорта Биволско око. Освен във Франция е разпространен още в Италия, Португалия, Румъния, Калифорния, Аржентина, Чили, Южна Африка, Турция и Израел.
Познат е и с наименованията: Сливова лоза и Рибе.
Средно до късно зреещ сорт. Гроздето му узрява през втората половина на септември. Лозите са със среден до силен растеж. Лозите се нападат от гъбни болести и неприятели. Чувствителни са на ниски зимни температури. Сортът е склонен към изресяване и милерандаж. Най-добре се проявява в топли райони с южно изложение на терена и сравнително богати почви. Реагира положително на повишена почвена и атмосферна влажност.
Гроздовете са средно големи (15,4/9 см), полусбити, цилиндрично-конични, често с едно или две крила. Средната маса на грозда е 280 г. Зърната са едри (21,3/19,6 мм), сферични или слабо овални, често в основата сплеснати, а понякога с продълговати вдлъбнатини, които ги правят ребристи. Консистенцията е месесто-хрупкава, вкусът плодов, напомня слива. Кожицата е дебела, крехка, тъмносиня, с обилен восъчен налеп. Средната маса на едно зърно е 6,5 г.
Алфонс Лавеле е един от най-добрите средно до късно зреещи червени десертни сортове. Гроздето натрупва достатъчно захари (17 – 18 %) при умерено съдържание на титруема киселинност (6,0 – 6,5 г/дм3). Издръжлив е на дълъг транспорт, може да се съхранява при контролирани условия.